# Rhadereistedt
Rhadereistedt (plattdeutsch Rohreis) ist ein Ortsteil der Gemeinde Rhade im niedersächsischen Landkreis Rotenburg (Wümme).

## Geografie und Verkehr
Rhadereistedt liegt südöstlich von Rhade auf der Zevener Geest. Östlich von Rhadereistedt mündet der Hundebach/Hunnbeek in den Rummeldeisbeek. Zu Rhadereistedt gehört auch die Ortslage Balkenwede.
Nachbarorte sind Rockstedt und Godenstedt im Nordosten, Bademühlen und Ostereistedt im Südosten, Kirchtimke im Süden, Hepstedt und Breddorf im Südwesten, Hanstedt im Westen und Rhade im Nordwesten.
Durch den Ort verläuft die Landesstraße 122, die im Nordwesten über Rhade nach Gnarrenburg zur Bundesstraße 74 und im Süden über Ostereistedt und Bademühlen nach Zeven zur Bundesstraße 71 führt. Zudem führt eine Nebenstraße über Balkenwede nach Kirchtimke. Früher hatte Rhadereistedt einen Haltepunkt an der nur noch im Güterverkehr betriebenen Bahnstrecke Wilstedt–Tostedt. Der Bahnhof lag etwa 2 km südlich vom Ort. Von 1917 bis 1964 fand hier Personenverkehr statt.

## Geschichte
Rhade wurde Anfang bis Mitte des 12. Jahrhunderts vom Freiherrn von Rahden gegründet. Die Gründung von Rhadereistedt war etwa zeitgleich, da die Herren von Rhade in Rhadereistedt einen befestigten Hof besaßen und auch über Rhadereistedt die Grundherrschaft ausübten. Rhadereistedt konnte den dörflichen Ortscharakter bis nach der Hälfte des 20. Jahrhunderts erhalten.

### Einwohnerentwicklung
| Jahr | Einwohnerzahl        |
| ---- | -------------------- |
| 1793 | 27 Feuerstellen      |
| 1824 | 27 Feuerstellen      |
| 1848 | 211 Leute, 43 Häuser |
| 1871 | 233 Leute, 43 Häuser |
| 1910 | 279                  |

### Religion
Rhadereistedt ist evangelisch-lutherisch geprägt und gehört zum Kirchspiel der St.Gallus-Kirche in Rhade.
Für die (wenigen) Katholiken ist die Christus-König-Kirche in Zeven zuständig.
Vor Ort befindet sich ein Friedhof mit kleiner Kapelle und Kriegerdenkmal.

## Sehenswürdigkeiten und Kultur

### Bauwerke
- Wohn- und Wirtschaftsgebäude Landesstraße 6 von 1834 in Fachwerk
- Wohn- und Wirtschaftsgebäude Hanstedter Straße 1 aus der ersten Hälfte des 19. Jahrhunderts in Fachwerk
- Großsteingräber bei Rhadereistedt

### Vereine
- Freiwillige Feuerwehr von 1952
- Schützenverein von 1922